# 网络自杀
網路自杀（日语：自殺系サイト），指一些想自杀的人通过互联网认识，他们在互联网上制定自杀计划，最后相约集体自杀。

## 概要
日本有些网站有专门讨论自杀的留言板，有些自杀者就是通过留言板认识的。还有些网站专门针对寻找自杀伙伴的人。這些網站经常会关闭，之后又以不同的网址出現，访问者可以在提供或不提供邮件地址的情况下发表言论，因此访问者总数無從統計。

### 措施
日本警方曾试图取缔这些自杀网站，但缺乏法律依据：自杀不违法，讨论和策划自杀同样不违法。警方设立了专门处理网络自杀的部门，曾經有警察成功的进入自杀网站，阻止了一些自杀行为。2018年，日本推特新的措施，只要在推特上搜尋「自殺」，搜尋結果第一筆會顯示為自殺防治諮詢頁面，希望增加挽回機會。

### 统计
据日本警察廳於2006年2月發佈的统计報告指出，2003年发生了34起网络自杀事件，2004年发生55宗，2005年第一季度发生了59宗。

## 其他地區
中國大陸網路「約死群」
2023年4月4日，中國4名青年相約湖南張家界跳崖輕生，4人相約赴死的網路「約死群」受到注意。1名潛入觀察的中國心理諮商志工楊媛媛表示，「約死群」是「藏匿黑暗的地方，對話滿是負面情緒，成員極度複雜」。媒體持續追蹤，相關的群組內容最早可能由2010年開始。

## 参見
- 蓝鲸 (谣言)

### 外部來源
- 「醫生，我想死，可是我不想自殺…」精神科醫師給你的４帖自我急救方箋 李政洋醫師 風傳媒 2018-01-12
- 避免「自殺模仿」，媒體該如何報導自殺事件？ （页面存档备份，存于）關鍵評論 2018-08-10